# Norwell (Massachusetts)
Norwell – miasto w Stanach Zjednoczonych, w stanie Massachusetts, w hrabstwie Plymouth.